# ماري لويز أميرة هانوفر

ماري لويز أميرة هانوفر

الأميرة ماري لويز أميرة هانوفر وكمبرلاند (بالإنجليزية: Princess Marie Louise of Hanover)‏ (11 أكتوبر 1879 - 31 يناير 1948) أميرة بريطانيا العظمى وايرلندا ودوقة برونزويك نيبورغ والابنة البكر لإرنست أوغسطس ولي عهد هانوفر والأميرة تيرا أميرة الدنمارك (1853-1933).